# Алісейко Володимир Титович
Володимир Титович Алісейко (біл. Уладзімір Цітавіч Алісейка; (22 січня 1921 — 9 травня 1981) — радянський військовик, Герой Радянського Союзу (1944).

## Біографія
Народився 22 січня 1921 року у селі Косетов, нині Калинковицького району Гомельської області Білорусі, у селянській родині. Білорус. Закінчив н/середню школу, 3 курси рабфаку у місті Мозир. Працював у радгоспі.
З 1940 року у РСЧА.
2 жовтня 1943 року, командир саперного взводу 42-го окремого саперного батальйону (136-й стрілецька дивізія, 38-ма армія, Воронезький фронт) сержант Алісейко відзначився при форсуванні Дніпра. Його взвод у числі перших переправився на правий берег річки південніше Києва. Упродовж 2 днів під вогнем противника здійснював переправу радянських підрозділів. 3 жовтня 1943 року при відбитті контратаки противника був важко поранений, але не покинув поля бою.
Після війни продовжував служити в Радянській армії.
У 1971 році у званні полковника вийшов у запас. Жив у Краснодарі. Працював у Росголовсільгоскомплекті.
Помер 9 травня 1981 року.

## Нагороди
10 січня 1944 року Володимиру Титовичу Алісейку присвоєно звання Героя Радянського Союзу.
Також нагороджений:
- орденом Леніна
- орденом Вітчизняної війни 1 ступеня
- орденом Вітчизняної війни 2 ступеня
- 2-ма орденами Червоної Зірки
- медалями.